# Ignazio Alessandro Pallavicini
Ignazio Alessandro Pallavicini (Milano, 5 aprile 1800 – Genova, 16 settembre 1871) è stato un politico italiano.

## Biografia
Fu marchese e conte, uomo politico e personaggio genovese assai attivo nei decenni centrali del XIX secolo. Il suo nome è legato indissolubilmente al parco romantico che volle costruire presso la villa di Pegli, vicino a Genova, incaricando il maestro Michele Canzio della progettazione architettonica. Fu però anche senatore del Regno di Sardegna fin dal 1848 e consigliere della Provincia di Genova, nonché presidente o membro di diversi istituti caritatevoli e opere culturali della città, come l'Accademia Ligustica di Belle Arti ed il teatro Carlo Felice, presso il quale operò come responsabile agli approvvigionamenti.
Nacque a Milano da Paolo Gerolamo Pallavicini e Maria Maddalena Grimaldi, ma la sua vita pubblica si svolse interamente nella città di Genova.
Fu membro della massoneria ottocentesca, sebbene non apertamente come altri suoi esimi personaggi a lui contemporanei, e il parco che porta il suo nome ne è la prova più tangibile: organizzato come un itinerario attraverso scenografie di chiara ispirazione teatrale, in cui Michele Canzio trasferì tutta la sua abilità e creatività, il percorso possiede tutte le tappe dell'iniziazione massonica, sapientemente celate in ambientazioni romantiche composte di edifici e quinte vegetali ispirate ai canoni costruttivi più in voga per i giardini di quel periodo. Per dare compimento alla sua idea, Ignazio Pallavicini acquisì la proprietà della villa di Pegli nel 1840, dopo la morte della prozia Clelia Durazzo, moglie di Giuseppe Grimaldi, a seguito di una lunga vicissitudine ereditaria che lo portò a liquidare la parte spettante ai coeredi della famiglia Landi. Concluso l'iter burocratico di acquisto, diede immediato avvio ai lavori che, in sei anni di lavori arditi, portarono alla realizzazione del parco riconosciuto come uno dei gioielli di maggior valore che il patrimonio architettonico italiano possa vantare in fatto di giardini storici in stile romantico.
Nella cittadina di Pegli, dove ebbe un ruolo di spicco per lo sviluppo urbanistico ed economico che portò avanti, lasciò un'impronta di grande impatto: sui suoi terreni furono costruiti la stazione ferroviaria, il nuovo palazzo del Municipio e l'ex hotel Michel, edifici tutt'oggi esistenti e facenti parte di un complesso di costruzioni che rinnovarono l'assetto dell'abitato pegliese. Anche il tessuto economico della cittadina rivierasca ebbe notevole incremento grazie al suo operato, divenendo una tra le più note ed apprezzate località balneari conosciute in quell'epoca. La via su cui si affacciano il palazzo del Municipio e l'accesso carrabile al palazzo porta il suo nome.
Morì il 16 settembre 1871 a Genova. Assai scarna l'iconografia a lui tributata, oggi l'unica immagine che lo ritrae è un busto marmoreo in cui si nota la croce dell'Ordine dei SS. Maurizio e Lazzaro, onorificenza attribuita dalla Casa Reale sabauda ai nobili che si distinguono "per virtù civili e militari, importanti servizi prestati allo Stato, meriti scientifici o letterali o artistici, atti di alta beneficenza".
Conte di Montaldo e Marchese di Morbello, fu Consigliere provinciale di Genova e dal 1848 senatore del Regno di Sardegna.